# 순천미디어네트워크
순천미디어네트워크은 대한민국의 공동체라디오 전라남도 순천시 중심으로 라디오방송을 송출하고 있다. 주파수는 FM 92.5MHz